# Evangelische Kirche Hüttengesäß

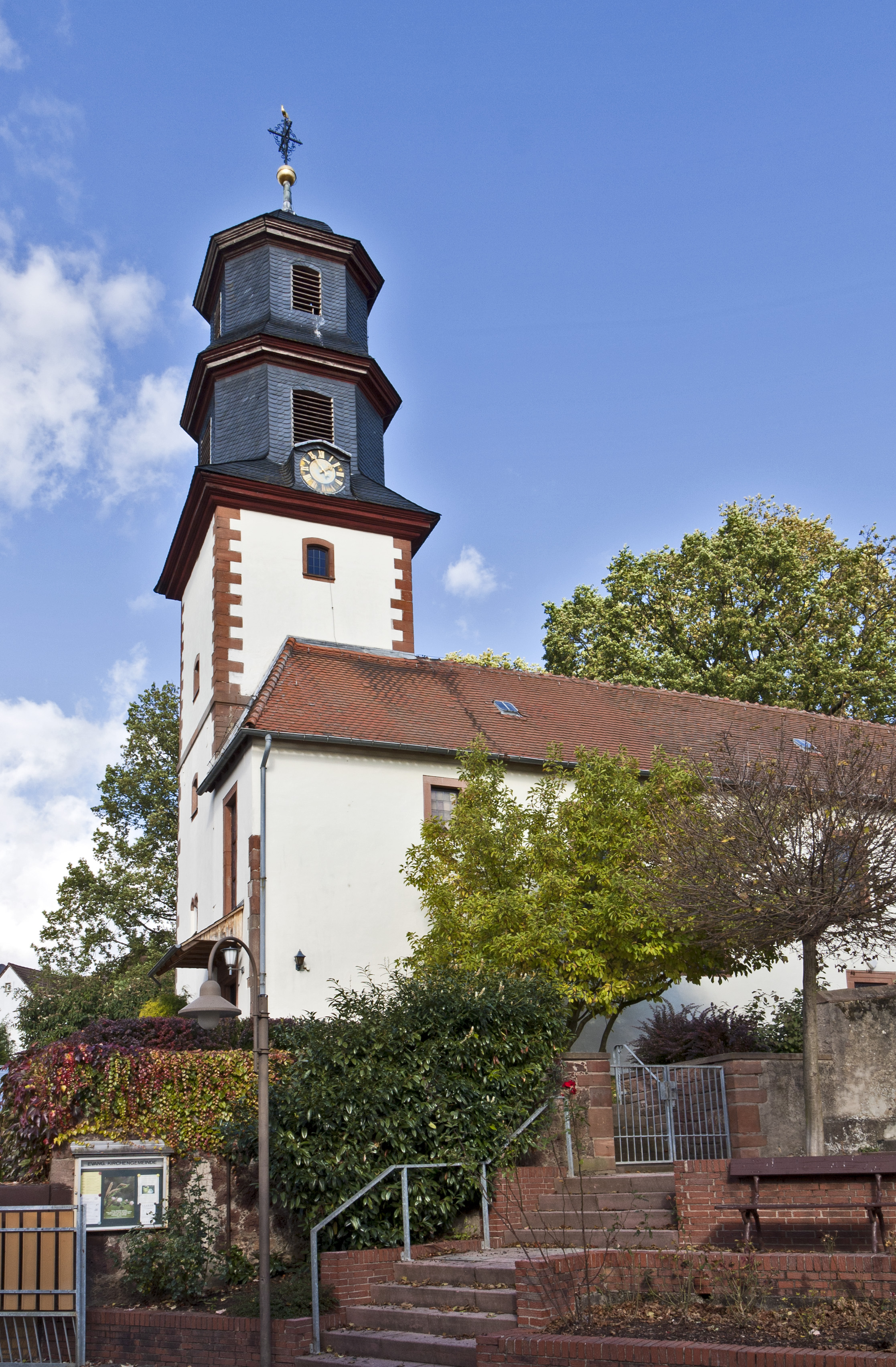
Evangelische Kirche Hüttengesäß

Die Evangelische Kirche Hüttengesäß ist ein denkmalgeschütztes Kirchengebäude und ehemalige Wehrkirche in Hüttengesäß, einem Ortsteil der Gemeinde Ronneburg im Main-Kinzig-Kreis in Hessen. Die Kirchengemeinde gehört zum Kirchenkreis Hanau im Sprengel Hanau-Hersfeld der Evangelischen Kirche von Kurhessen-Waldeck.

## Beschreibung
Eine kleine Kapelle wurde bereits 1151 als Filialkirche des Klosters Selbold erwähnt, die im Laufe der Jahrhunderte bis zu ihrer heutigen Größe ausgebaut wurde. Neben der Kapelle stand ein frei stehender Kirchturm auf quadratischem Grundriss aus dem 11. Jahrhundert, dessen Grundmauern und die beiden unteren Geschosse erhalten geblieben sind. Der Kirchturm wurde später um zwei achteckige, schiefergedeckte Geschosse aufgestockt, hinter dessen Klangarkaden sich die Glockenstühle befinden. Eine erste Kirchenglocke wurde 1538 angeschafft, eine zweite Glocke kam 1685 hinzu. Sie wurden 1776 durch zwei Glocken der Glockengießerei Bach ergänzt. Eine vierte Glocke kam erst 1971 hinzu. Die im Ersten Weltkrieg abgelieferte kleinste Glocke wurde 1928 ersetzt. Auch im Zweiten Weltkrieg wurden zwei Glocken abgegeben, von denen eine nicht eingeschmolzen wurde. 
Das Kirchenschiff wurde 1579 erhöht und eine zweigeschossige Empore eingebaut, nachdem die Kirchengemeinde zur Pfarrei erhoben wurde, reichte die bisherige Größe nicht mehr aus. 1687 wurde eine Turmuhr eingebaut. Um 1718 wurde das Kirchenschiff in Richtung des Chors verlängert. 
Die Orgel wurde 1892 auf der Empore an der Giebelseite aufgestellt. 1953 wurde der Innenraum umgebaut. Die doppelte Empore wurde abgebaut und die Orgel auf die Westseite verlegt. Der Schalldeckel der Kanzel wurde vernichtet.